# Royal Opera House
La Royal Opera House è il principale teatro d'opera del Regno Unito e uno dei maggiori al mondo, situato nella piazza principale di Covent Garden a Londra.

## Storia
L'edificio originario, risalente al 1732, nacque come Her Majesty's Opera House. Adibito a teatro di prosa, all'inizio prese il nome semplicemente dal luogo in cui sorgeva, ossia Covent Garden e tutt'oggi è ancora possibile sentirlo chiamare in questo modo.
Il Covent Garden, in seguito al Licensing Act del 1737, aveva, insieme al Drury Lane, il monopolio dello spoken drama (il "dramma parlato", così definito per distinguerlo dall'opera). L'edificio fu ricostruito una prima volta nel 1809 e, sin dall'inizio, vi furono messe in scena prevalentemente opere di tradizione italiana. Dopo dei lavori di ristrutturazione venne riaperto il 6 aprile 1847 come Royal Italian Opera con la Semiramide di Rossini.
L'edificio venne distrutto da un incendio nel 1856 e sostituito con la struttura attuale due anni dopo.
Durante la guerra, la Royal Opera House fu affittata dai proprietari, Covent Garden Properties Ltd, alla Mecca Sale da ballo che la utilizzarono in modo redditizio come sala da ballo. Verso la fine della guerra, i proprietari furono avvicinati dagli editori musicali Boosey and Hawkes per vedere se erano ancora interessati a sottoscrivere un contratto di locazione dell'edificio e di messa in scena di opere e balletti. Boosey e Hawkes presero loro il contratto di locazione e concessero un sub-contratto di locazione a condizioni generose per un credito fiduciario benevolo, senza profitto, istituito per eseguire l'operazione. Il presidente del credito fiduciario era Lord Keynes.
Venne nominato, come direttore musicale, un austriaco, poco conosciuto, Karl Rankl. Prima della guerra, Rankl aveva acquisito una notevole esperienza a capo di compagnie d'opera in Germania, Austria e Cecoslovacchia. Accettò l'invito per assemblare e formare i cantanti principali e il coro di una nuova compagnia d'opera, al fianco di un'orchestra permanente che avrebbe suonato sia nelle opere che nei balletti.
Il nome di "Royal Opera House" gli fu dato nel 1892.
Tra il 1996 e il 2000 la struttura attuale (fatti salvi auditorium, facciata e foyer) è stata notevolmente modificata.

## Direttori generali e musicali (dal 1946)
| Direttori generali          | Direttori musicali         |
| --------------------------- | -------------------------- |
| David Webster (1946–1970)   | Karl Rankl (1946–1951)     |
| David Webster (1946–1970)   | Rafael Kubelík (1955–1958) |
| David Webster (1946–1970)   | Georg Solti (1961–1971)    |
| John Tooley (1970–1988)     |                            |
| Colin Davis (1971–1986)     |                            |
| Bernard Haitink (1987–2002) |                            |
| Jeremy Isaacs (1988–1996)   |                            |
| Genista Macintosh (1997)    |                            |
| Mary Allen (1997-1998)      |                            |
| Michael Kaiser (1998-2000)  |                            |
| Tony Hall (2001-2013)       |                            |
| Antonio Pappano (2002–oggi) |                            |
| Alex Beard (2013-oggi)      |                            |

## Discografia parziale
- Adam, Giselle - Bonynge/ROHO, 1986 Decca
- Bellini: I Capuleti e I Montecchi - Agnes Baltsa/Chorus & Orchestra of the Royal Opera House, Covent Garden/Dano Raffanti/Edita Gruberová/Gwynne Howell/John Tomlinson/Riccardo Muti, 1985 EMI
- Bellini: Norma - Chorus & Orchestra of the Royal Opera House, Covent Garden/Maria Callas/Vittorio Gui, 2003 EMI/Warner
- Berlioz: Les Troyens - Berit Lindholm/Chorus of the Royal Opera House, Covent Garden/Jon Vickers/Josephine Veasey/Orchestra of the Royal Opera House, Covent Garden/Sir Colin Davis (direttore d'orchestra)/Wandsworth School Boys Choir, 1970 Philips/Universal
- Berlioz: Les Nuits D'été, Op. 7 - John Nelson/Orchestra of the Royal Opera House, Covent Garden/Susan Graham, 1997 SONY BMG
- Britten, Peter Grimes - Britten/Watson/Pears/Kelly, 1958 Decca
- Britten: Peter Grimes - Bernard Haitink/Felicity Lott/Orchestra of the Royal Opera House, Covent Garden, 1993 EMI/Warner
- Britten, Prince of the pagodas - Britten/ROHO/Katchen, 1957 Decca
- Britten: The Turn of the Screw - Helen Donath/Heather Harper/Robert Tear/Ava June/Orchestra of the Royal Opera House, Covent Garden/Sir Colin Davis, 1982 Decca
- Ciaikovsky, Eugene Onegin - Solti/Ghiaurov/Kubiak/Weikl, 1974 Decca
- Tchaikovsky: Sleeping Beauty - Orchestra of the Royal Opera House, Covent Garden/Mark Ermler, 1990 Conifer
- Tchaikovsky: The Nutcracker  - Orchestra of the Royal Opera House, Covent Garden/Mark Ermler, 1989 Sony
- Tchaikovsky: Swan Lake - Orchestra of the Royal Opera House, Covent Garden/Mark Ermler, 1993 Conifer
- Debussy: Pelléas Et Mélisande - Pierre Boulez/Elisabeth Söderström/George Shirley/Orchestra of the Royal Opera House, Covent Garden, 1970 Sony
- Donizetti, Figlia del reggimento - Bonynge/Sutherland/Pavarotti, 1967 Decca
- Donizetti, Lucia di Lammermoor - Bonynge/Sutherland/Pavarotti, 1971 Decca
- Donizetti: L'elisir d'amore - Sir John Pritchard (direttore d'orchestra)/Ileana Cotrubaș/Plácido Domingo/Geraint Evans/Ingvar Wixell/Chorus & Orchestra of the Royal Opera House, Covent Garden, 1977 Sony
- Gluck, Orfeo ed Euridice - Solti/Horne/Lorengar/Donath, 1969 Decca
- Janácek: Jenufa - Anja Silja/Bernard Haitink/Jerry Hadley/Karita Mattila/Orchestra of the Royal Opera House, Covent Garden, 2002 Warner
- Massenet, Manon (balletto arr. Leighton Lucas) - Bonynge/ROHO, 1985 Decca
- Massenet, Werther - Davis/Carreras/Stade/Allen, 1980 Decca
- Massenet, Werther - Pappano/Villazón/Koch/Royal Opera House, Covent Garden, 2011 Deutsche Grammophon
- Prokofiev: Romeo & Juliet - Orchestra of the Royal Opera House, Covent Garden/Mark Ermler, 1994 Conifer
- Puccini, Bohème - Davis/Ricciarelli/Carreras, 1979 Decca
- Puccini, Fanciulla del West - Mehta/Neblett/Domingo/Milnes, 1977 Deutsche Grammophon
- Puccini, Tosca - Davis/Caballé/Carreras, 1976 Philips
- Strauss, R: Arabella - Tate/Grundheber/Te Kanawa, 1986 Decca
- Strauss: Four Last Songs - Antonio Pappano/Nina Stemme/Orchestra of the Royal Opera House, Covent Garden, 2007 EMI/Warner
- Verdi, Ballo in maschera - Davis/Carreras/Wixell/Caballé, 1979 Decca
- Verdi, Don Carlos - Solti/Bergonzi/Ghiaurov, 1965 Decca
- Verdi: Don Carlo - Carlo Maria Giulini/Plácido Domingo/Shirley Verrett/Ruggero Raimondi/Ambrosian Opera Chorus/Orchestra of the Royal Opera House, Covent Garden, EMI/Warner
- Verdi, Luisa Miller - Maazel/Ricciarelli/Domingo, 1980 Deutsche Grammophon
- Verdi, Traviata - Solti/Gheorghiu/Lopardo/Nucci, 1994 Decca
- Verdi, Trovatore - Davis/Carreras/Ricciarelli, 1980 Decca
- Wagner, Olandese volante - Dorati/Tozzi/Rysanek/Liebl, 1960 Decca
- Wagner: Tristan und Isolde - Antonio Pappano/Nina Stemme/Orchestra of the Royal Opera House, Covent Garden/Plácido Domingo, 2005 EMI
- Alagna, Nessun Dorma - Orchestra of the Royal Opera House, Covent Garden/Roberto Alagna/Sir Mark Elder, 2006 Deutsche Grammophon
- Alagna, French Opera Arias - Bertrand De Billy/Orchestra of the Royal Opera House, Covent Garden/Roberto Alagna, 2006 Deutsche Grammophon
- Alagna, Berlioz Arias - Bertrand De Billy/Orchestra of the Royal Opera House, Covent Garden/Roberto Alagna, 2006 Deutsche Grammophon
- Crespin: Classic Recital - Orchestra of the Royal Opera House, Covent Garden/Régine Crespin/Sir Edward Downes, 1963 Decca
- Horne: Classic Recital - Henry Lewis/Marilyn Horne/Orchestra of the Royal Opera House, Covent Garden, 1965 Decca
- Nilsson, Sings Verdi - Argeo Quadri/Birgit Nilsson/Orchestra of the Royal Opera House, Covent Garden, 1962 Decca
- Sutherland, Art of the prima donna - Molinari-Pradelli/Cov. Garden, 1960 Decca
- Duets of Love and Passion - James McCracken/Sandra Warfield/Orchestra of the Royal Opera House, Covent Garden/Sir Edward Downes, Decca
- Gilbert & Sullivan: Ruddigore - Isidore Godfrey/Orchestra of the Royal Opera House, Covent Garden/The D'Oyly Carte Opera Company, 1993 Decca
- Lanchbery: Tales of Beatrix Potter - John Lanchbery/Orchestra of the Royal Opera House, Covent Garden, 1971 EMI
- The Most Beautiful Ballets - Orchestra of the Royal Opera House, Covent Garden/Mark Ermler/Barry Wordsworth, 2003 RCA/BMG
- The Man Who Cried - L'uomo che pianse, 2000 SONY BMG

## DVD & BLU-RAY parziale
- Bizet, Carmen - Pappano/Antonacci/Kaufmann/ROH, 2007 Decca
- Ciaikovsky, Eugene Onegin - Solti/Ghiaurov/Kubiak/Weikl, 1974 Decca
- Cilea, Adriana Lecouvreur - Elder/Gheorghiu/Kaufmann/ROHO, 2011 Decca
- Massenet, Manon (balletto) - Rojo/Acosta/Royal Ballet, 2009 Decca
- Prokofiev, Romeo e Giulietta - Acosta/Rojo/ROHO, 2007 Decca
- Strauss, R: Salome - Dohnanyi/Malfitano/Terfel, 2003 Decca
- Verdi, Traviata - Solti/Gheorghiu/Lopardo/Nucci, 1994 Decca
- Bolshoi, Best del Bolshoi Ballet (Tournée al Covent Garden, 1956) - Faier/Rozhdestvensky/ROHCG, Deutsche Grammophon